# Oštir
Oštir je priimek več znanih Slovencev:
- Alja Lipavic Oštir (*1965), jezikoslovka, germanistka, prevajalka, univ. prof.
- Denis Oštir (*1978), novinar, urednik (TV)
- Filip Oštir (1871—1934), redovnik, glasbenik in skladatelj
- Karel Oštir (1888—1973), indoevropski jezikoslovec, univ. profesor, akademik
- Krištof Oštir (*1969), fizik, strokovnjak za daljinsko zaznavanje
- Marko Oštir (*1977), rokometaš
- Štefan Oštir, mlekarski strokovnjak
- Tomaž Oštir, čebelar, ljubitelj narave, publicist (o čmrljih)